# Ida Pfeiffer

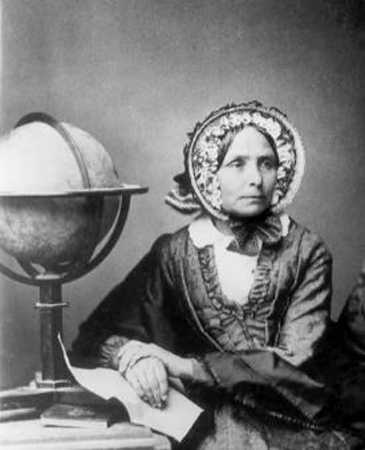

Ida Pfeiffer (ur. 14 października 1797 w Wiedniu, zm. 27 października 1858 tamże) – austriacka podróżniczka i autorka książek podróżniczych. Była jedną z pierwszych kobiet-odkrywców. Jej książki przetłumaczono na siedem języków. Była członkiem towarzystw geograficznych w Berlinie i Paryżu. Z powodu płci nie mogła zostać członkiem londyńskiego Royal Geographical Society.

## Życiorys
Pierwsza jej wyprawa miała miejsce w 1842 roku. Jej trasa wiodła wzdłuż Dunaju do Morza Czarnego a dalej do Stambułu, a następnie przez Palestynę i Egipt, by wrócić do Wiednia przez Włochy. Opisała ją w wydanej rok później książce Reise einer Wienerin in das Heilige Land. W 1845 Pfeiffer wybrała się na Półwysep Skandynawski i na Islandię. Wyprawę opisała w dwóch tomach zatytułowanych Reise nach dem skandinavischen Norden und der Insel Island, wydanych w Peszcie w 1846 roku.
W 1846 opuściła dom na dwa lata, odbywając pierwszą z jej dwóch podróży dookoła świata. Trasa wiodła przez Amerykę Południową (m.in. Brazylię i Chile), Tahiti, Chiny, Indie, Persję, Azję Mniejszą i Grecję. Także i tym razem wydała poświęconą podróży książkę: Eine Frau fährt um die Welt.
W 1851 okrążyła świat po raz drugi. Tym razem udała się przez Anglię do Południowej Afryki, następnie na Archipelag Malajski, Wyspy Sundajskie i Moluki. Jako jedna z pierwszych opisała lud Bataków. Dalsza trasa wiodła przez Australię, Kalifornię, Oregon, Peru, Ekwador, Nową Granadę i ponownie na północ, nad Wielkie Jeziora. Do Wiednia powróciła w 1854. Książka z opisem podróży, Meine zweite Weltreise, ukazała się w 1856 roku.
W 1857 roku udała się na Madagaskar, gdzie została życzliwie przyjęta przez królową Ranavalonę I, później jednakże uwikłała się w udział w spisku mającym na celu obalenie władzy Ranavalony. Królowa dowiedziała się o spisku – biorący w nim udział Europejczycy uniknęli śmierci dzięki wstawiennictwu księcia, późniejszego króla Radamy II, jednak zostali wydaleni z kraju w lipcu 1857.
Podczas pobytu na Madagaskarze Ida Pfeiffer podupadła na zdrowiu, którego nigdy już w pełni nie odzyskała. Zmarła w Wiedniu w 1858 roku, prawdopodobnie na raka lub malarię. Ostatnia książka, Reise nach Madagascar, została wydana w 1861 roku. Dołączono do niej biografię Idy napisaną przez jej syna. Pochowana na Cmentarzu Centralnym w Wiedniu.